# Tungvikt i fristil i brottning vid olympiska sommarspelen 1992
Herrarnas brottningsturnering i fristil i viktklassen tungvikt vid olympiska sommarspelen 1992 avgjordes i Barcelona i Institut Nacional d'Educació Física de Catalunya. 

## Medaljörer
| Klass    | Guld                | Silver                | Brons                |
| Tungvikt | Leri Khabelov · OSS | Heiko Balz · Tyskland | Ali Kayalı · Turkiet |

## Resultat
- TO — Vinst genom fall
- SP — Vinst genom överlägsenhet, 12-14 poängs skillnad, förloraren med poäng
- SO — Vinst genom överlägsenhet, 12-14 poängs skillnad, förloraren utan poäng
- ST — Vinst genom teknisk överlägsenhet, 15 poäng skillnad
- PP — Vinst genom poäng, förloraren med tekniska poäng
- PO — Vinst genom poäng, förloraren utan tekniska poäng
- PA — Vinst genom att motståndaren skadas
- DQ — Vinst genom förverkande
- D2 — Båda brottarna diskvalificerade på grund av passivitet  (0-0 poäng)
- DNA — Dök inte upp
- L — Förluster
- ER — Elimineringsrunda
- CP — Klassificeringspoäng
- TP — Tekniska poäng

- PA — Vinst genom att motståndaren skadats

### Elimineringsrunda

#### Pool A
| L            |                        | CP       | TP       |                        | L        |          |
| Omgång 1     | Omgång 1               | Omgång 1 | Omgång 1 | Omgång 1               | Omgång 1 | Omgång 1 |
| ------------ | ---------------------- | -------- | -------- | ---------------------- | -------- | -------- |
| 1            | Manabu Nakanishi (JPN) | 0-4 TO   | 3:03     | Arvi Aavik (EST)       | 0        |          |
| 0            | Subhash Verma (IND)    | 3-0 PO   | 5-0      | Petros Bourdolis (GRE) | 1        |          |
| 0            | Heiko Balz (GER)       | 3-0 PO   | 1-0      | Kazem Gholami (IRI)    | 1        |          |
| 1            | Gavin Carrow (CAN)     | 1-3 PP   | 2-12     | Mark Coleman (USA)     | 0        |          |
| 0            | Kim Tae-Woo (KOR)      |          |          | Bye                    |          |          |
| Omgång 2     |                        |          |          |                        |          |          |
| 0            | Kim Tae-Woo (KOR)      | 3-1 PP   | 8-1      | Manabu Nakanishi (JPN) | 2        |          |
| 1            | Arvi Aavik (EST)       | 0-3 PO   | 0-3      | Subhash Verma (IND)    | 0        |          |
| 2            | Petros Bourdolis (GRE) | 0-3 PO   | 0-4      | Heiko Balz (GER)       | 0        |          |
| 1            | Kazem Gholami (IRI)    | 3-0 PO   | 2-0      | Gavin Carrow (CAN)     | 2        |          |
| 0            | Mark Coleman (USA)     |          |          | Bye                    |          |          |
| Omgång 3     |                        |          |          |                        |          |          |
| 1            | Mark Coleman (USA)     | 0-3 PO   | 0-6      | Kim Tae-Woo (KOR)      | 0        |          |
| 2            | Arvi Aavik (EST)       | 0-3 PO   | 0-3      | Heiko Balz (GER)       | 0        |          |
| 0            | Subhash Verma (IND)    | 3-1 PP   | 3-2      | Kazem Gholami (IRI)    | 2        |          |
| Omgång 4     |                        |          |          |                        |          |          |
| 1            | Mark Coleman (USA)     | 3-1 PP   | 9-2      | Subhash Verma (IND)    | 1        |          |
| 1            | Kim Tae-Woo (KOR)      | 0-3 PO   | 0-4      | Heiko Balz (GER)       | 0        |          |
| Omgång 5     |                        |          |          |                        |          |          |
| 2            | Mark Coleman (USA)     | 0-3 PO   | 0-3      | Heiko Balz (GER)       | 0        |          |
| 1            | Kim Tae-Woo (KOR)      | 3-1 PP   | 2-1      | Subhash Verma (IND)    | 2        |          |
| Femteplatsen |                        |          |          |                        |          |          |
|              | Arvi Aavik (EST)       | 0-4 DQ   |          | Kazem Gholami (IRI)    |          |          |

| Brottare               | L | ER | CP |
| ---------------------- | - | -- | -- |
| Heiko Balz (GER)       | 0 | -  | 15 |
| Kim Tae-Woo (KOR)      | 1 | -  | 9  |
| Subhash Verma (IND)    | 2 | 5  | 11 |
| Mark Coleman (USA)     | 2 | 5  | 6  |
| Kazem Gholami (IRI)    | 2 | 3  | 4  |
| Gavin Carrow (CAN)     | 2 | 2  | 1  |
| Manabu Nakanishi (JPN) | 2 | 2  | 1  |
| Petros Bourdolis (GRE) | 2 | 2  | 0  |
| Arvi Aavik (EST)       | 2 | 3  | 4  |

#### Pool B
| L        |                           | CP       | TP       |                        | L        |          |
| Omgång 1 | Omgång 1                  | Omgång 1 | Omgång 1 | Omgång 1               | Omgång 1 | Omgång 1 |
| -------- | ------------------------- | -------- | -------- | ---------------------- | -------- | -------- |
| 0        | Sándor Kiss (HUN)         | 3-1 PP   | 7-3      | Alioune Diouf (SEN)    | 1        |          |
| 1        | Boldyn Javkhlantögs (MGL) | 0-4 TO   | 4:56     | Andrzej Radomski (POL) | 0        |          |
| 0        | Miroslav Makaveev (BUL)   | 3-1 PP   | 6-5      | Johannes Rossouw (RSA) | 1        |          |
| 1        | Ali Kayalı (TUR)          | 0-3 PP   | 0-2      | Leri Khabelov (EUN)    | 0        |          |
| 0        | Magdiel Gutiérrez (NCA)   |          |          | Bye                    |          |          |
| Omgång 2 |                           |          |          |                        |          |          |
| 1        | Magdiel Gutiérrez (NCA)   | 0-4 ST   | 0-16     | Sándor Kiss (HUN)      | 0        |          |
| 2        | Alioune Diouf (SEN)       | 0-4 TO   | 2:05     | Andrzej Radomski (POL) | 0        |          |
| 1        | Miroslav Makaveev (BUL)   | 1-3 PP   | 1-5      | Ali Kayalı (TUR)       | 1        |          |
| 2        | Johannes Rossouw (RSA)    | 1-3 PP   | 1-8      | Leri Khabelov (EUN)    | 0        |          |
| 1        | Boldyn Javkhlantögs (MGL) |          |          | DNA                    |          |          |
| Omgång 3 |                           |          |          |                        |          |          |
| 2        | Magdiel Gutiérrez (NCA)   | 0-4 TO   | 2:07     | Andrzej Radomski (POL) | 0        |          |
| 1        | Sándor Kiss (HUN)         | 0-3 PP   | 0-5      | Ali Kayalı (TUR)       | 1        |          |
| 2        | Miroslav Makaveev (BUL)   | 0-3 PO   | 0-3      | Leri Khabelov (EUN)    | 0        |          |
| Omgång 4 |                           |          |          |                        |          |          |
| 2        | Sándor Kiss (HUN)         | 0-3 PO   | 0-6      | Leri Khabelov (EUN)    | 0        |          |
| 1        | Andrzej Radomski (POL)    | 1-3 PP   | 3-5      | Ali Kayalı (TUR)       | 1        |          |
| Omgång 5 |                           |          |          |                        |          |          |
| 2        | Andrzej Radomski (POL)    | 0-3 PO   | 0-5      | Leri Khabelov (EUN)    | 0        |          |
| 1        | Ali Kayalı (TUR)          |          |          | Bye                    |          |          |

| Brottare                  | L | ER | CP |
| ------------------------- | - | -- | -- |
| Leri Khabelov (EUN)       | 0 | -  | 15 |
| Ali Kayalı (TUR)          | 1 | -  | 9  |
| Andrzej Radomski (POL)    | 2 | 5  | 13 |
| Sándor Kiss (HUN)         | 2 | 4  | 7  |
| Miroslav Makaveev (BUL)   | 2 | 3  | 4  |
| Magdiel Gutiérrez (NCA)   | 2 | 3  | 0  |
| Johannes Rossouw (RSA)    | 2 | 2  | 2  |
| Alioune Diouf (SEN)       | 2 | 2  | 1  |
| Boldyn Javkhlantögs (MGL) | 1 | 1  | 0  |

### Slutmatcher
|                     | CP        | TP        |                         |           |
| 9:e plats           | 9:e plats | 9:e plats | 9:e plats               | 9:e plats |
| ------------------- | --------- | --------- | ----------------------- | --------- |
| Kazem Gholami (IRI) | 4-0 TO    | 2:16      | Miroslav Makaveev (BUL) |           |
| 7:e plats           |           |           |                         |           |
| Mark Coleman (USA)  | 3-0 PO    | 2-0       | Sándor Kiss (HUN)       |           |
| 5:e plats           |           |           |                         |           |
| Subhash Verma (IND) | 0-3 PO    | 0-2       | Andrzej Radomski (POL)  |           |
| Bronsmatch          |           |           |                         |           |
| Kim Tae-Woo (KOR)   | 0-3 PO    | 0-2       | Ali Kayalı (TUR)        |           |
| FInal               |           |           |                         |           |
| Heiko Balz (GER)    | 1-3 PP    | 1-2       | Leri Khabelov (EUN)     |           |